# Sven Beuckert
Sven Beuckert (ur. 12 grudnia 1973 w Stollberg/Erzgeb.) – niemiecki piłkarz grający na pozycji bramkarza. Przez wiele lat występował w MSV Duisburg. 22 czerwca 2009 stracił prawy kciuk w wypadku konnym. Wkrótce po tym wydarzeniu przeszedł operację jego przyszycia, jednak nie mógł kontynuować kariery.